# 디스맨
디스맨(영어: This Man)은 이탈리아의 사회학자이자 마케팅 업체 직원인 안드레아 나텔라(Andrea Natella)가 만든 미국의 인터넷 밈이자 도시전설로, 그 도시전설 속에 등장하는 허구의 인물이다.또한 신비아파트에서는 인큐버스라는 이름으로 등장했다.

## 내용
2006년 1월 뉴욕의 한 정신과 의사는 안면이 전혀 없는 각기 다른 환자들이 매일 자신의 꿈에서 동일한 남자가 나타난다는 상담을 받고 그들이 그린 몽타주를 받았다. 그들은 몽타주에 전부다 똑같은 얼굴을 그렸고, 이에 의사는 조사에 나섰으며 전 세계적으로 총 2000명의 사람들이 꿈 속에서 이 남자를 본 적 있다고 답했다. 사람들의 꿈 속에 나타난다는 이 남자는 '디스맨 (This Man)'이라고 명명되었다. 꿈에서 디스맨을 본 자들은 디스맨의 얼굴은 같으나 꿈의 내용은 전부 제각각이었으며, 디스맨이 나오는 꿈은 자각몽이라 할 지라도 디스맨만은 통제할 방법이 없다. 디스맨의 정체를 찾기 위한 사이트가 개설되고, 디스맨의 정체를 찾기 위해 여러 나라의 언어로 번역된 포스터도 배포되었으며 전 세계적으로 디스맨의 정체의 대한 궁금증이 증폭되었다. 여러 학자들은 '사람들의 무의식이 만들어낸 가공의 인물이다.', '초능력으로 사람들의 꿈속을 옮겨 다니는 초능력자이다.', '실제로 존재하는 인물이지만 거대 배후세력이 세계인의 정신을 조절하기 위해 만들어졌다.' 등등의 다양한 추측들이 제기되었다.

## 진실
디스맨의 이야기는 사실 2009~2010년에 이탈리아의 사회학자이자 마케팅 업체 직원인 'Andrea Natella (안드레아 나텔라)'가 만들어낸 것이며, 디스맨의 정체를 찾기 위해 만들어졌다는 사이트(http://www.thisman.org/) 역시 안드레아 나텔라가 속한 마케팅 업체가 소유한 도메인임이 드러났다.

## 대중문화
- 한국을 포함해서 전 세계적으로 디스맨의 포스터가 여러 도시와 거리 곳곳에 붙여진바 있다.[5]
- 샘 레이미에 의해 '디스맨'의 소재가 영화화된다.[4]
- 한국의 MBC 신비한TV 서프라이즈 497회에서 관련된 내용을 다루었다.[6]
- 신비아파트: 고스트볼 X의 탄생에서 귀신인 인큐버스의 모티브이기도 하다.